# Malcolm Smith (football américain)
Pour les articles homonymes, voir Malcolm Smith.
(en) Statistiques sur pro-football-reference
Malcolm Smith, né le 5 juillet 1989 à Woodland Hills, est un joueur américain de football américain jouant à la position de linebacker.
À l'université, Smith a joué pour les Trojans d'USC. Il joue dans la National Football League (NFL) pour six franchises entre 2011 et 2021. 

## Biographie

### Carrière universitaire
Étudiant à l'Université de Californie du Sud, il a joué pour les Trojans d'USC de 2007 à 2010.

### Carrière professionnelle
Il est sélectionné au septième tour, au 242e rang, lors de la draft 2011 de la NFL par les Seahawks de Seattle.
Lors de la saison 2013, il aide les Seahawks à remporter le Super Bowl XLVIII face aux Broncos de Denver. Smith s'est illustré durant ce match grâce à quelques jeux défensifs importants, notamment une interception qui le mène à un touchdown de 69 yards dans le deuxième quart-temps ainsi qu'un fumble récupéré au troisième quart-temps. À l'issue du match, il est nommé MVP du Super Bowl et est le premier joueur défensif à recevoir cet honneur depuis Dexter Jackson du Super Bowl XXXVII.
Il signe en mars 2015 avec les Raiders d'Oakland pour deux ans. Il retrouve un de ses entraîneurs, Ken Norton Jr., l'entraîneur des linebackers des Seahawks devenu coordinateur défensif chez les Raiders. Désigné titulaire en début de saison, il a commencé les 16 matchs du calendrier et termine en tête des plaqueurs de son équipe, avec 122 plaquages, en plus de réaliser 4 sacks, 6 passes déviées et une interception.
Il rejoint en 2017 les 49ers de San Francisco pour 5 ans et un montant de 26,5 millions de dollars. Il se blesse toutefois à un muscle pectoral durant le camp d'entraînement des 49ers et manque toute la saison 2017. Il fait ses débuts avec les 49ers lors de la saison 2018. Il est libéré par les 49ers en août saison 2019.
Il signe en octobre 2019 avec les Jaguars de Jacksonville, mais il est libéré après deux parties. Il rejoint par la suite les Cowboys de Dallas vers la fin de la saison. Il rejoint les Browns de Cleveland en 2020.